# Santuario della Beata Vergine madre degli orfani (Legnano)
Il santuario della Beata Vergine madre degli orfani o santuario della Mater Orphanorum è un luogo di culto cattolico di Legnano inaugurato nel 1955 a Mazzafame, quartiere della città.

## Storia
La fondazione del santuario è strettamente connessa all'opera delle Oblate della Mater Orphanorum istituita l'8 settembre del 1945 da padre Giovanni Antonio Rocco, somasco.
L'istituzione era stata fondata a Castelletto di Cuggiono, ma con il beneplacito del superiore dell'ordine e dell'arcivescovo milanese Giovanni Battista Montini, il suo fondatore era alla ricerca di una struttura più ampia, adatta alla realizzazione di un giardino dell'accoglienza dove poter far progredire al meglio l'opera caritativa nei confronti di giovani ragazze povere e orfane di guerra. Quando il commendator Augusto Barlocco venne a sapere di queste necessità, decise di donare alla congregazione un vasto terreno di oltre 10.000 mq per tale scopo in località Mazzafame.
Il 20 settembre 1951 venne posata la prima pietra del villaggio "Mater Orphanorum", ma nel contempo padre Rocco iniziò a pensare all'idea della costruzione anche di un luogo di culto adeguato che potesse servire anche alle esigenze spirituali degli abitanti del quartiere. Venne incaricato del progetto di costruzione l'architetto milanese Emilio Tenca e la prima pietra del nuovo tempio venne posata il 26 settembre 1954 dal delegato arcivescovile, mons. Giuseppe Schiavini. La dedicazione, come del resto l'opera stessa, venne decisa a favore del titolo di "Maria madre degli orfani", il primo in Italia a portare tale dicitura. I lavori si conclusero entro il 4 dicembre 1955 quando l'arcivescovo Montini poté finalmente benedire il tempio. Il 1º maggio 1958 il vescovo di Lourdes, mons. Pierre-Marie Théas donò al santuario della Mater Orphanorum un frammento della roccia della grotta del miracolo in occasione del centenario delle gloriose apparizioni. A questa struttura si aggiunsero una scuola materna ed una elementare per le giovani orfane nel 1969, quest'ultima sostituita dal 1982 da una casa di riposo che subirà un ampliamento nel 1991 giungendo ad ospitare in tutto 80 persone assistite quotidianamente. Anche a Cuggiono, sempre su iniziativa di padre Rocco, venne aperta una casa di riposo.
Il santuario venne elevato canonicamente il 29 ottobre 1995 dal cardinale Carlo Maria Martini nel 50º anniversario della fondazione della pia associazione laicale religiosa.

## Architettura
Il santuario della Beata Vergine madre degli orfani di Legnano si presenta con linee architettoniche sobrie contraddistinte dalla presenza di mattoni a vista e una facciata originale con un pronao movimentato da tre archi. L'interno si presenta ad una sola navata che termina direttamente nell'abside dove si trova un grande mosaico a cielo stellato. Nella fascia interna dell'arco che delimita la nicchia dall'aula sono raffigurati in quindici scene i misteri del Santo Rosario affrescati dal pittore comasco Conconi.
La pala d'altare è costituita da un dipinto su tela, suggerito dallo stesso padre Rocco sin dal 1942 e realizzato tre anni dopo dal pittore Bonaventura Veneziani; esso raffigura la Madonna circondata dagli orfani con San Girolamo Emiliani (patrono dei padri somaschi) inginocchiato in atto di preghiera. Dello stesso autore è un altro pregevole dipinto posto nella prima cappella di sinistra rispetto all'entrata che raffigura l'immagine di Maria mediatrice universale di tutte le grazie, circondata da una schiera di santi e prelati tra i quali si riconoscono papa Pio XII, lo stesso padre Rocco, laici e benefattori di Legnano. Le altre cappelle interne alla chiesa sono dedicate rispettivamente a San Giuseppe ed a Sant'Antonio da Padova, con opere pittoriche eseguite nel 1958 da Mosè Turri jr. All'interno del complesso si trovano anche alcune opere antiche provenienti da donazioni come nel caso di un dipinto seicentesco rappresentante la Madonna del Rosario con santa Caterina, san Domenico e papa Pio V. 
Il soffitto della chiesa è decorato con la tecnica a graffito e raffigura un maestoso trionfo di angeli. Il portale della chiesa, in bronzo, è stato realizzato dallo scultore Alberto Ceppi di Meda ed è stato inaugurato il 29 settembre 1996. Sul battente di destra si trova la figura della Vergine degli orfani con un gruppo di bimbi e in alto lo stemma dei padri somaschi; sull'altro battente è presente invece la figura di san Girolamo Emiliani, fondatore dei padri somaschi. Il campanile del tempio sacro risale al 1976 e raggiunge l'altezza di 42 metri, realizzato in cemento a vista. Le campane vennero realizzate l'anno successivo dalla ditta Ettore Marinelli dell'omonima fonderia pontificia e le campane vennero ufficialmente benedette nel 1979 dall'allora arcivescovo di Milano, il cardinale Giovanni Colombo. La chiesa è l'unico tempio cittadino nel quale la messa viene celebrata secondo il rito romano, in deroga al rito ambrosiano dell'arcidiocesi di Milano.